# Hippo Regius
Hippo Regius (còn gọi là Hippo hay Hippone) là tên cổ của thành phố Annaba ngày nay ở Algérie. Hippo Regius xưa là một phần của thành phố Phoenicia, Berber và La Mã, bây giờ là một phần của Annaba, Algérie. Đây là nơi đã diễn ra một số công nghị Kitô giáo đầu tiên và là nơi cư trú của triết gia và nhà thần học nổi tiếng là Thánh Augustinô.

## Lịch sử

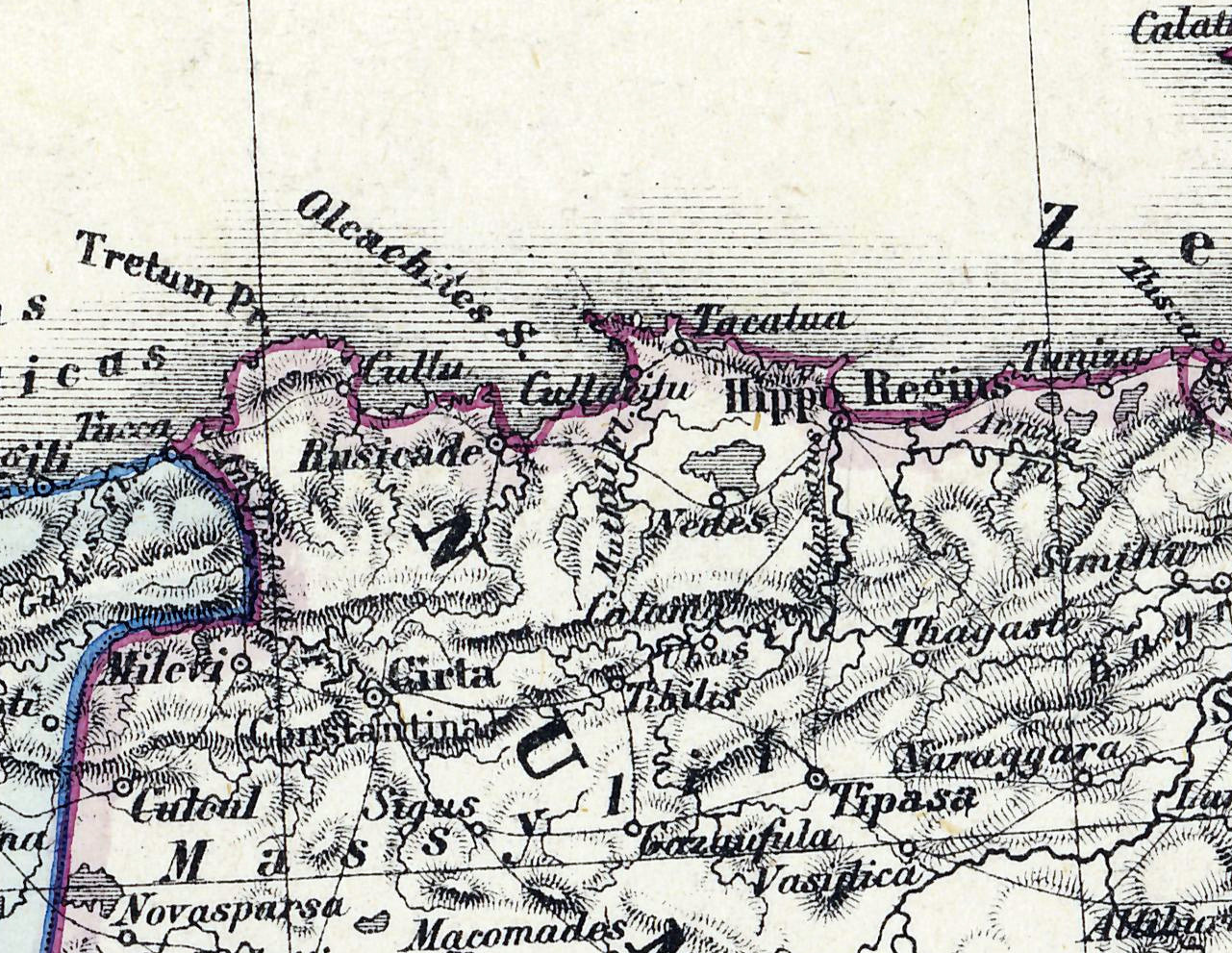
Hippo trên bản đồ của La Mã Numidia, Atlas Antiquus, H. Kiepert, 1869

Hippo Regius là một thuộc địa của Tyros trên bờ biển phía tây của vịnh mà đã đặt tên của nó: Hipponensis Sinus, lần đầu tiên được định cư bởi người Phoenicia có lẽ trong thế kỷ 12 TCN; họ Regius 'của nhà vua' được ban cho nó như là một trong những nơi mà các vị vua Numidia cư trú. Cái tên Hippo đến từ cảng Punic ûbôn.
Một thành phố biển gần cửa sông Ubus, nó đã trở thành một thuộc địa La Mã thịnh vượng và trở thành một thành phố lớn của La Mã Châu Phi. Nó có thể nổi tiếng nhất bởi giáo phận của Thánh Augustinô trong những năm cuối của ông. Vào năm 430 sau Công Nguyên, những người Vandal tiến về phía đông dọc theo bờ biển Bắc Phi và vây hãm thành phố có tường bao quanh Hippo Regius. Bên trong, Thánh Augustinô và các linh mục của ông cầu nguyện cứu trợ những kẻ xâm lược, biết rõ rằng sự sụp đổ của thành phố sẽ đem cái chết hay sự cải đạo theo dị giáo Arian cho phần lớn dân số Thiên chúa giáo. Vào ngày 28 tháng 8 năm 430, ba tháng sau cuộc vây hãm, Thánh Augustinô (75 tuổi) qua đời, có lẽ do đói hoặc căng thẳng, nên cánh đồng lúa mì bên ngoài thành phố không được trồng trọt và không được đầu tư. Sau 14 tháng, bệnh đói và những căn bệnh không thể tránh khỏi đã tàn phá cả cư dân thành phố và những người Vandal đã bên ngoài bức tường thành phố. Thành phố thuộc về Vandal và Vua Geiseric đã trở thành thủ đô đầu tiên của Vương quốc Vandal cho đến khi chiếm được Carthage vào năm 439.
Nó đã bị chinh phục bởi Đế quốc Đông La Mã năm 534 và được giữ dưới sự cai trị của La Mã cho đến năm 698, khi nó thuộc về những người Hồi giáo; 
người Ả Rập xây dựng lại thị trấn trong thế kỷ thứ tám. Lịch sử sau này của thành phố được tiếp diễn theo tên hiện đại (tiếng Ả rập và thuộc địa).
Khoảng ba cây số cách xa nó vào thế kỷ XI, Berber Zirid đã thành lập thị trấn Beleb-el-Anab, nơi người Tây Ban Nha chiếm đóng trong một phần ngắn của thế kỷ thứ mười sáu, như người Pháp đã làm sau này, dưới triều đại của Louis XIV (Lộ Dịch). Pháp đã lấy lại thị trấn này vào năm 1832. Nó được đổi tên thành Bone hoặc Bona, và trở thành một trong những trung tâm chính phủ của tỉnh Constantine ở Algeria. Nó có 37.000 cư dân, trong đó 10.800 là cư dân gốc, bao gồm 9.400 người Hồi giáo và 1400 người Do Thái được nhập quốc tịch. 15.700 người Pháp và 10.500 người nước ngoài, trong đó có nhiều người Ý.

## Trong lịch sử giáo hội
Hippo là Địa phận của giám mục cổ đại, là một trong nhiều toà phó giám mục trong cựu Tỉnh của La Mã Numidia, kể từ khi chế độ thực dân Pháp nó là một phần của toà giám mục dân sự của Constantine. Nó chứa một số di tích cổ, một bệnh viện được xây dựng bởi Little Sisters of the Poor và một thánh đường dành riêng cho Thánh Augustinô. Dưới thời Thánh Augustinô, có ít nhất ba tu viện trong giáo phận bên cạnh tu viện giám mục.
Giáo phận được thành lập vào khoảng năm 250 Công Nguyên. Chỉ có bảy giám mục Hippo này được biết:
- Thánh Theogenes [6] (256? – tử đạo 259?)
- Thánh Leontius [6] (? – 303?)
- Fidentius (? – tử đạo ?304)
- Valerius (388? – 396), người phong chức cho thánh Augustinô
- "Ân điển Tiến sĩ", Thánh Augustinô (354 – 28 tháng 8 năm 430, làm giám mục phó từ năm 396, sau đó là giám mục chính tòa đến khi qua đời)
- Heraclius (được phong giám mục phó vào năm 426, làm giám mục chính tòa từ năm 430).

Họ đã bị đàn áp khoảng năm 450.

### Công nghị Hippo
Ba công nghị được tổ chức tại Hippo (vào các năm 393, 394, 426) và có nhiều công nghị khác - cũng trong năm 397 (gồm hai phiên, tháng Sáu và tháng Chín) và năm 401, tất cả đều nằm dưới quyền Aurelius.
Các hội thánh của nhà thờ châu Phi cổ đại (Ở phía bắc) đã được tổ chức, nhưng có vài ngoại lệ (ví dụ như Hippo, năm 393; Milevum, năm 402) tại Carthago. Chúng ta biết từ các bức thư của Thánh Cyprian rằng, ngoại trừ trong thời gian bị bức hại, các giám mục châu Phi gặp ít nhất một lần một năm, vào mùa xuân, và đôi khi một lần nữa vào mùa thu. Sáu hoặc bảy công nghị, ví dụ, được tổ chức dưới quyền của Thánh. Cyprian trong thập kỷ của chính quyền của ông (249–258), và hơn mười lăm dưới thời Aurelius (391–429). Công nghị Hippo năm 393 ra lệnh cho một cuộc họp chung hàng năm, nhưng điều này đã được cho là quá khó khăn đối với các giám mục, và trong Hội đồng tôn giáo Carthage (407) nó đã được quyết định giữ một hội đồng tôn giáo chung chỉ khi cần thiết cho tất cả các nhu cầu của tất cả các giám mục châu Phi, và nó được tổ chức tại một nơi thuận tiện nhất cho mục đích này. Không phải tất cả các giám mục của đất nước đều được yêu cầu hỗ trợ tại hội đồng chung. Tại Công nghị Hippo (393) nó đã được lệnh rằng "phẩm giá" nên được gửi từ mỗi tỉnh giáo hội. Chỉ một yêu cầu từ Tripoli (ở Libya), vì sự nghèo khổ của các giám mục của giáo phận đó. Tại Công nghị Hippo (năm 393), và một lần nữa tại Công nghị năm 397 tại Carthage, một danh sách các sách của Thánh Kinh đã được soạn thảo, và các sách này (bao gồm một số được coi là ngụy tác của Tin Lành) vẫn được coi là quy điển của Công giáo.

### Giám mục hiệu tòa
Giáo phận Hippo đã được hồi sinh trên danh nghĩa vào năm 1400 như là giám mục hiệu tòa Công giáo La tinh của hạng mục giám mục (thấp nhất), mà không ghi lại được đương nhiệm.
Nó chấm dứt tồn tại vào ngày 23 tháng 9 năm 1867, được chính thức thống nhất với Giáo phận Công giáo La Mã Constantine.